# Lista de singles número um na Noruega em 2013

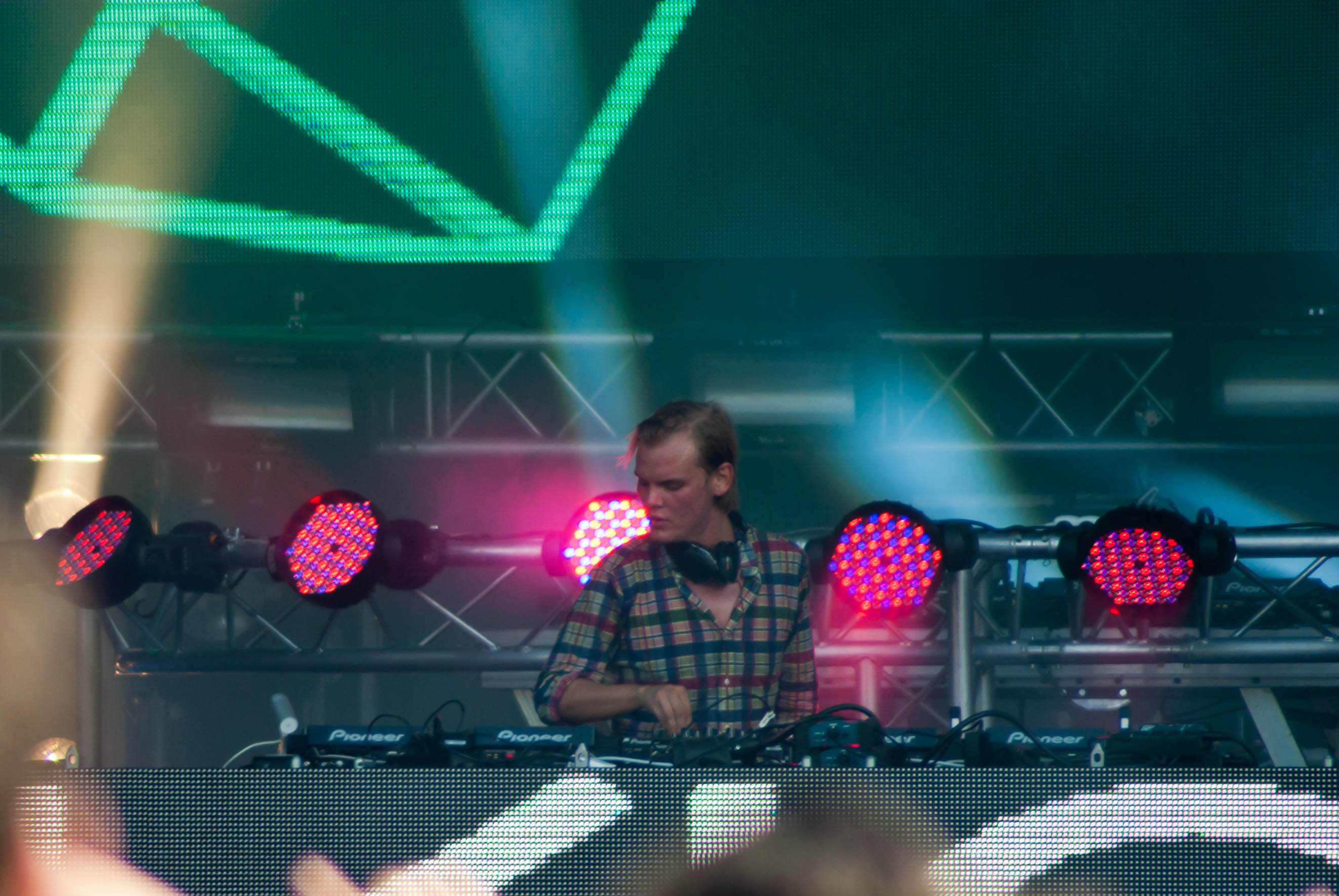
O DJ Avicii passou 15 semanas na primeira colocação com dois singles.

Esta é uma lista dos singles número um na VG-lista em 2012. A VG-lista Topp 20 Single é a parada musical oficial da Noruega, tendo se iniciado em 1958. Neste ano, onze canções de doze artistas ou grupos musicais chegaram à primeira posição da parada ao decorrer de 52 semanas. 
A canção Wake Me Up, interpretada pelo DJ Avicii vigorou por onze semanas consecutivas na primeira colocação da parada, tornando a canção que passou mais tempo no topo em 2013. O artista foi responsável por outra canção número um, "Hey Brother" passou quatro semanas consecutivas na primeira colocação. Nesta edição, sete artistas foram marcados por conquistar seu primeiro single número um na VG-lista, nomeadamente Macklemore, Ryan Lewis, Adelén, Zara Larsson, Passenger, Broiler e Ylvis. Por outro lado, Eminem apareceu no topo pela quinta vez na história da parada, e a sexta aparição da cantora Rihanna.
O primeiro número um do ano foi "Diamonds", da cantora Rihanna, que permaneceu por apenas uma semana no topo. A cantora barbadense fechou o ciclo de 2014 com a participação no single "The Monster" do rapper Eminem. Outros singles com um número alargado de semanas no topo foram "Thrift Shop" de Macklemore e Ryan Lewis, que ficou seis semanas na primeira posição; "Let Her Go" de Passenger, permaneceu por cinco semanas; as músicas "Scream & Shout" de will.i.am, "Vannski" de Broiler, "The Fox" de Ylvis e "Hey Brother" de Avicii passaram quatro semanas cada. As canções "Bombo" e "Uncover" das cantoras Adelén e Zara Larsson, respectivamente, completaram a parada com três semanas consecutivas na primeira posição.

## Histórico

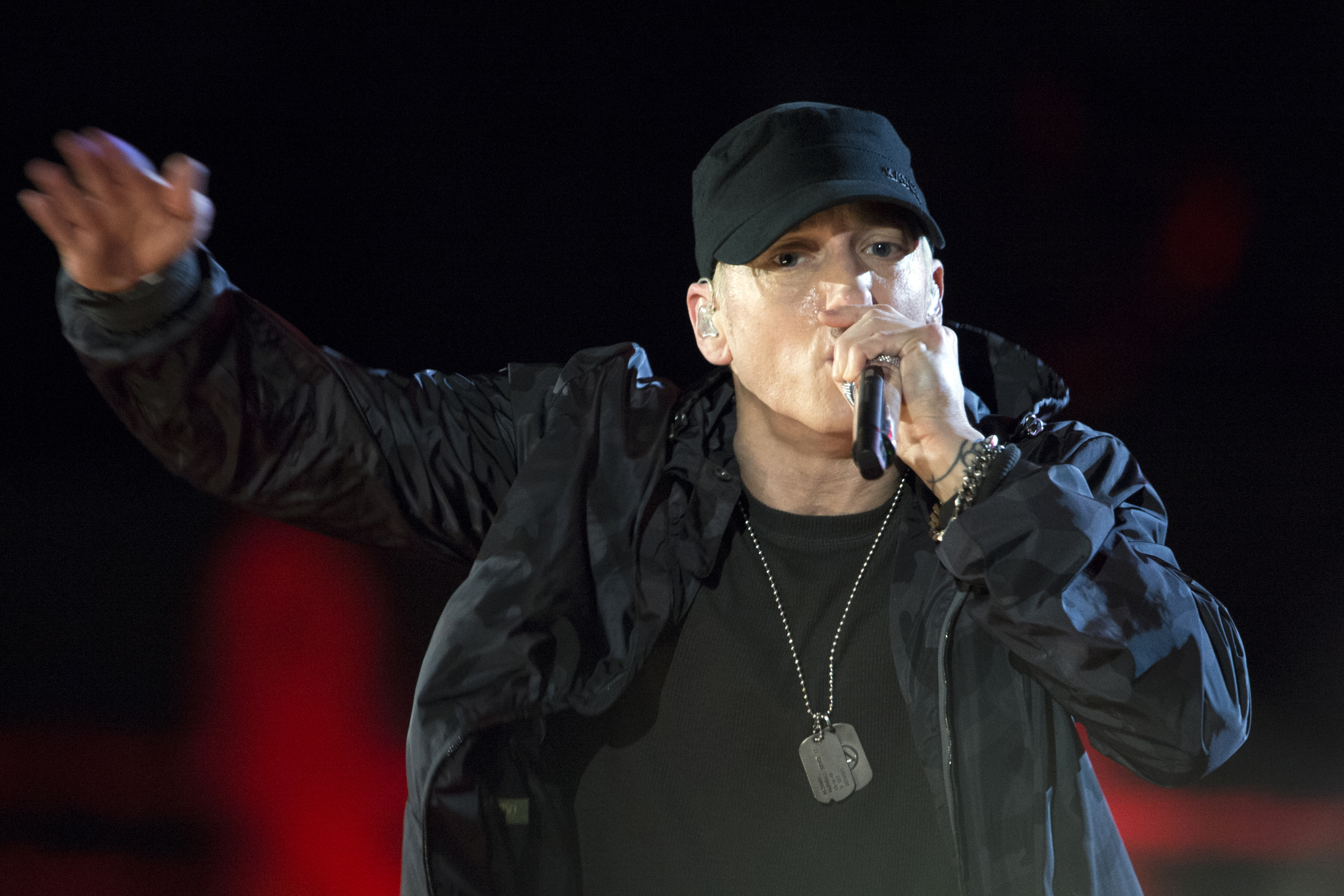
A canção "The Monster" do rapper Eminem com participação de Rihanna encerrou 2013.

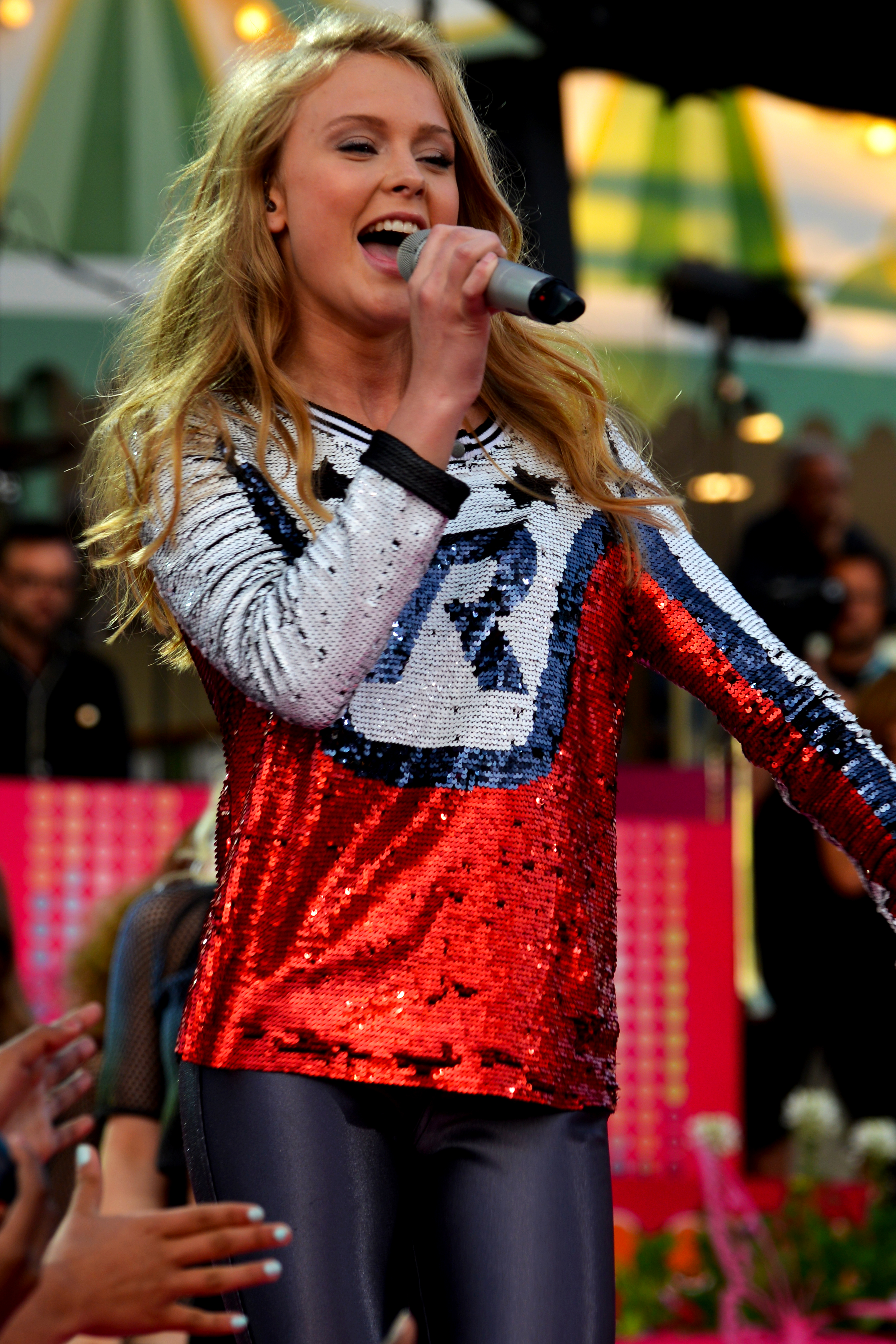
Zara Larsson passou 3 semanas consecutivas na primeira posição da lista.

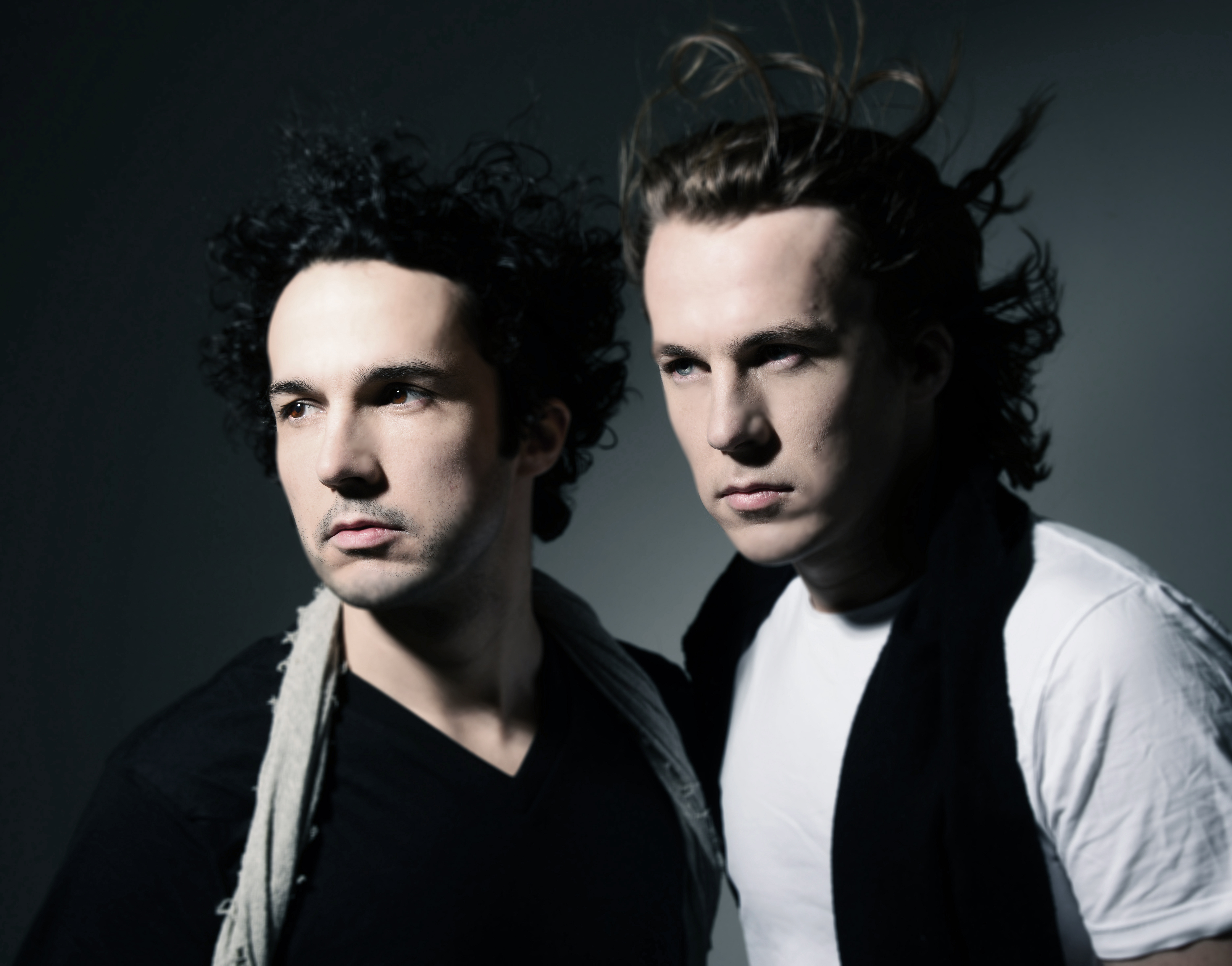
A dubla de comediantes Ylvis ficou por 4 semanas consecutivas com a primeira colocação.

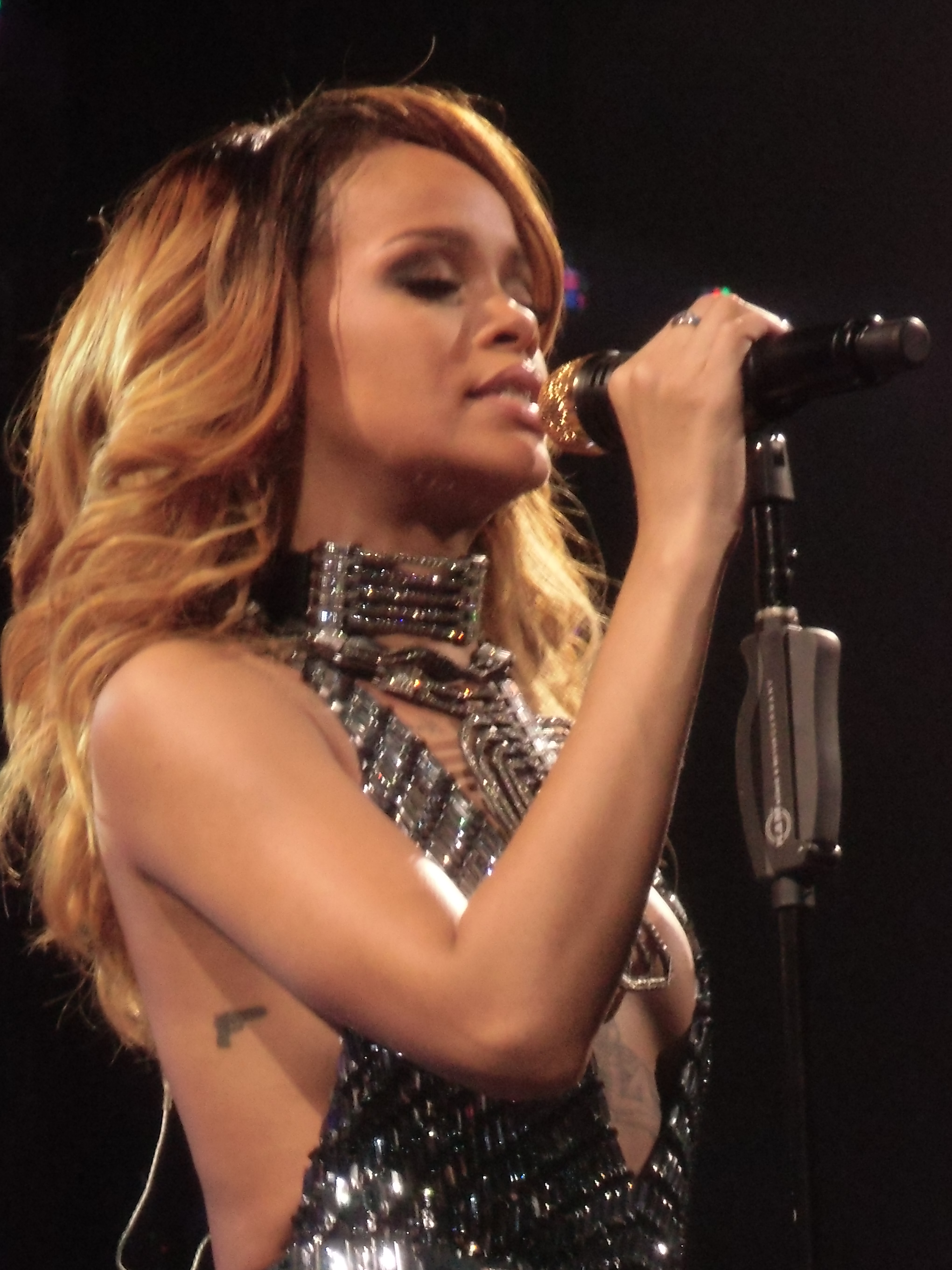
Rihanna foi a artista responsável pelo primeiro single número um em 2013.

| Semanas | Canção           | Artista(s)              | Ref.   |
| ------- | ---------------- | ----------------------- | ------ |
| 1       | "Diamonds"       | Rihanna                 | [ 22 ] |
| 2       | "Scream & Shout" | will.i.am               | [ 23 ] |
| 3       | "Scream & Shout" | will.i.am               | [ 24 ] |
| 4       | "Scream & Shout" | will.i.am               | [ 25 ] |
| 5       | "Scream & Shout" | will.i.am               | [ 26 ] |
| 6       | "Thrift Shop"    | Macklemore e Ryan Lewis | [ 27 ] |
| 7       | "Thrift Shop"    | Macklemore e Ryan Lewis | [ 28 ] |
| 8       | "Thrift Shop"    | Macklemore e Ryan Lewis | [ 29 ] |
| 9       | "Thrift Shop"    | Macklemore e Ryan Lewis | [ 30 ] |
| 10      | "Thrift Shop"    | Macklemore e Ryan Lewis | [ 31 ] |
| 11      | "Thrift Shop"    | Macklemore e Ryan Lewis | [ 32 ] |
| 12      | "Bombo"          | Adelén                  | [ 33 ] |
| 13      | "Bombo"          | Adelén                  | [ 34 ] |
| 14      | "Bombo"          | Adelén                  | [ 35 ] |
| 15      | "Uncover"        | Zara Larsson            | [ 36 ] |
| 16      | "Uncover"        | Zara Larsson            | [ 37 ] |
| 17      | "Uncover"        | Zara Larsson            | [ 38 ] |
| 18      | "Let Her Go"     | Passenger               | [ 39 ] |
| 19      | "Let Her Go"     | Passenger               | [ 40 ] |
| 20      | "Let Her Go"     | Passenger               | [ 41 ] |
| 21      | "Let Her Go"     | Passenger               | [ 42 ] |
| 22      | "Let Her Go"     | Passenger               | [ 43 ] |
| 23      | "Vannski"        | Broiler                 | [ 44 ] |
| 24      | "Vannski"        | Broiler                 | [ 45 ] |
| 25      | "Vannski"        | Broiler                 | [ 46 ] |
| 26      | "Vannski"        | Broiler                 | [ 47 ] |
| 27      | "Wake Me Up"     | Avicii                  | [ 48 ] |
| 28      | "Wake Me Up"     | Avicii                  | [ 49 ] |
| 29      | "Wake Me Up"     | Avicii                  | [ 50 ] |
| 30      | "Wake Me Up"     | Avicii                  | [ 51 ] |
| 31      | "Wake Me Up"     | Avicii                  | [ 52 ] |
| 32      | "Wake Me Up"     | Avicii                  | [ 53 ] |
| 33      | "Wake Me Up"     | Avicii                  | [ 54 ] |
| 34      | "Wake Me Up"     | Avicii                  | [ 55 ] |
| 35      | "Wake Me Up"     | Avicii                  | [ 56 ] |
| 36      | "Wake Me Up"     | Avicii                  | [ 57 ] |
| 37      | "Wake Me Up"     | Avicii                  | [ 58 ] |
| 38      | "The Fox"        | Ylvis                   | [ 59 ] |
| 39      | "The Fox"        | Ylvis                   | [ 60 ] |
| 40      | "The Fox"        | Ylvis                   | [ 61 ] |
| 41      | "The Fox"        | Ylvis                   | [ 62 ] |
| 42      | "Hey Brother"    | Avicii                  | [ 63 ] |
| 43      | "Hey Brother"    | Avicii                  | [ 64 ] |
| 44      | "Hey Brother"    | Avicii                  | [ 65 ] |
| 45      | "Hey Brother"    | Avicii                  | [ 66 ] |
| 46      | "The Monster"    | Eminem e Rihanna        | [ 67 ] |
| 47      | "The Monster"    | Eminem e Rihanna        | [ 68 ] |
| 48      | "The Monster"    | Eminem e Rihanna        | [ 69 ] |
| 49      | "The Monster"    | Eminem e Rihanna        | [ 70 ] |
| 50      | "The Monster"    | Eminem e Rihanna        | [ 71 ] |
| 51      | "The Monster"    | Eminem e Rihanna        | [ 72 ] |
| 52      | "The Monster"    | Eminem e Rihanna        | [ 73 ] |